# Bubreška
Bubreška (lat. Hymenocarpos), biljni rod u porodici mahunarki, rasprostranjen po Europi, Sredozemlje, Iran, Irak, Arapski poluotok. Može biti sinonim za rod Anthyllis.
U Hrvatskoj je jedna vrsta zavojita bubreška.

## Vrste
1. Hymenocarpos circinnatus (L.) Savi, zavojita bubreška
2. Hymenocarpos cornicina (L.) Lassen
3. Hymenocarpos hamosus (Desf.) Lassen
4. Hymenocarpos lotoides (L.) Vis.